# Neunkirchen (Sarre)
Pour les articles homonymes, voir Neunkirchen.
 (juin 2025).
Si vous disposez d'ouvrages ou d'articles de référence ou si vous connaissez des sites web de qualité traitant du thème abordé ici, merci de compléter l'article en donnant les références utiles à sa vérifiabilité et en les liant à la section « Notes et références ».
Neunkirchen (en Sarrois Neinkerje et Neinkeije, aussi nommée en français Neuféglises) est une ville d'Allemagne située en Sarre sur la Blies. Avec environ 46 400 habitants, elle est la deuxième ville du Land après Sarrebruck (située à 20 km au sud-ouest).

## Géographie

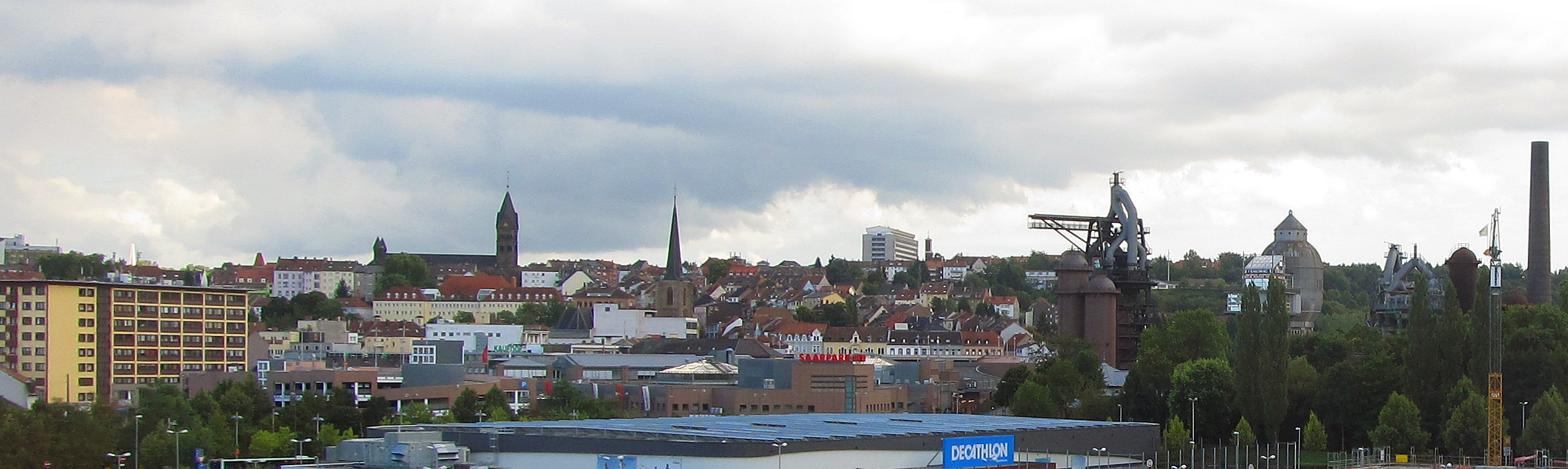

## Histoire
| Appartenances historiques Comté de Sarrebruck 1281-1391 Nassau-Sarrebruck 1391-1797 République cisrhénane (Sarre) 1797-1802 République française (Sarre) 1802-1804 Empire français (Sarre) 1804-1813 Royaume de Prusse (Grand-duché du Bas-Rhin) 1815-1822 Royaume de Prusse (Province de Rhénanie) 1822-1918 République de Weimar 1918-1920 Territoire du bassin de la Sarre 1920-1935 Reich allemand 1935-1945 Allemagne occupée 1945-1947 Protectorat de Sarre 1947-1956 Allemagne 1956-présent |

La colonisation la plus ancienne date d'environ 700 ans avant notre ère. En ce temps, on exploitait déjà du charbon dans la région de Neunkirchen.
Le quartier le plus ancien est Wiebelskirchen, qui fut mentionné pour la première fois en 765. Ce nom constitue le toponyme chrétien le plus ancien de la Sarre ; on dit qu'un Franc qui s'appelait « Wibilo » construisit une église (Kirche) sur son terrain. Le nom Neunkirchen (« église neuve ») fut mentionné pour la première fois en 1281. Neunkirchen appartenait aux princes de Nassau-Sarrebruck. Ils construisirent deux châteaux dans les bois. Le premier château fut détruit durant une guerre, le deuxième pendant la révolution.
En 1593, la première forge fut construite dans la vallée de la Blies. Les gisements carbonifères locaux, conjointement avec la minette lorraine, constituèrent la base du développement d'une industrie sidérurgique. L'industrialisation de Neunkirchen était liée à la famille von Stumm-Halberg. Ceux-ci possédèrent la forge dès 1806. En 1922, Neunkirchen obtint le statut de ville.
Le 10 février 1933, l'énorme explosion d'un gazomètre tua 68 hommes, en blessa 190 et détruisit beaucoup de maisons. Un bombardement aérien détruisit les trois-quarts du centre-ville le 15 mars 1945.
Le déclin des industries sidérurgiques a sévèrement touché Neunkirchen : en 1968, la dernière mine de charbon fut fermée et, en 1982, les hauts fourneaux fermèrent, à l'exception du laminoir. De ce fait, la ville occupait alors la première place dans les statistiques allemandes concernant le chômage.
Entre-temps, la ville s'est reprise. Aujourd'hui, Neunkirchen dispose d'un grand centre commercial (le « Saarpark-Center ») ; la ville est devenue une ville commerçante attirant une vaste clientèle.
Quelques parties des hauts fourneaux ont été préservées en tant que monument industriel.
Neunkirchen est la ville natale d'Erich Honecker, ancien président de la RDA.

## Lieux et monuments

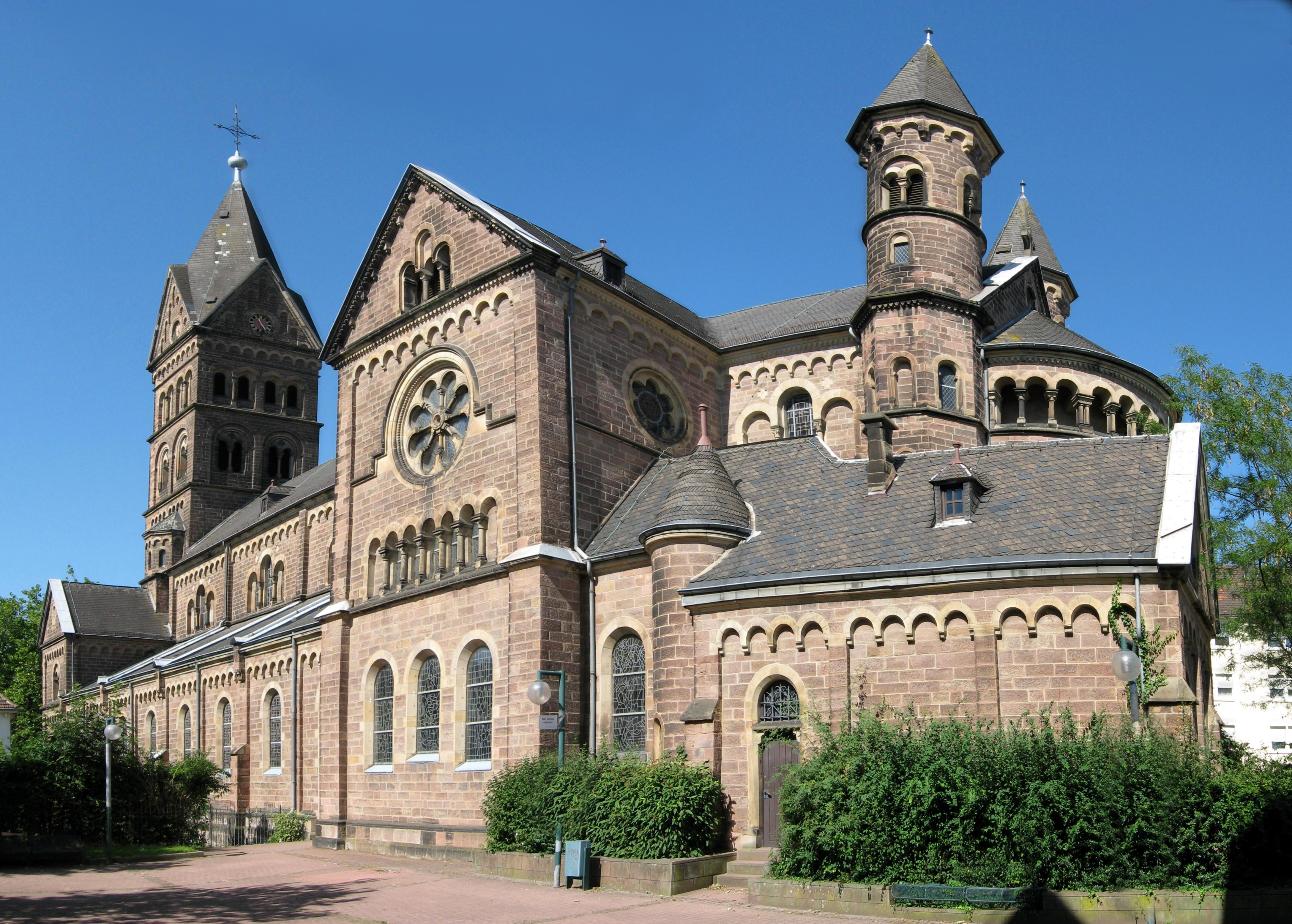
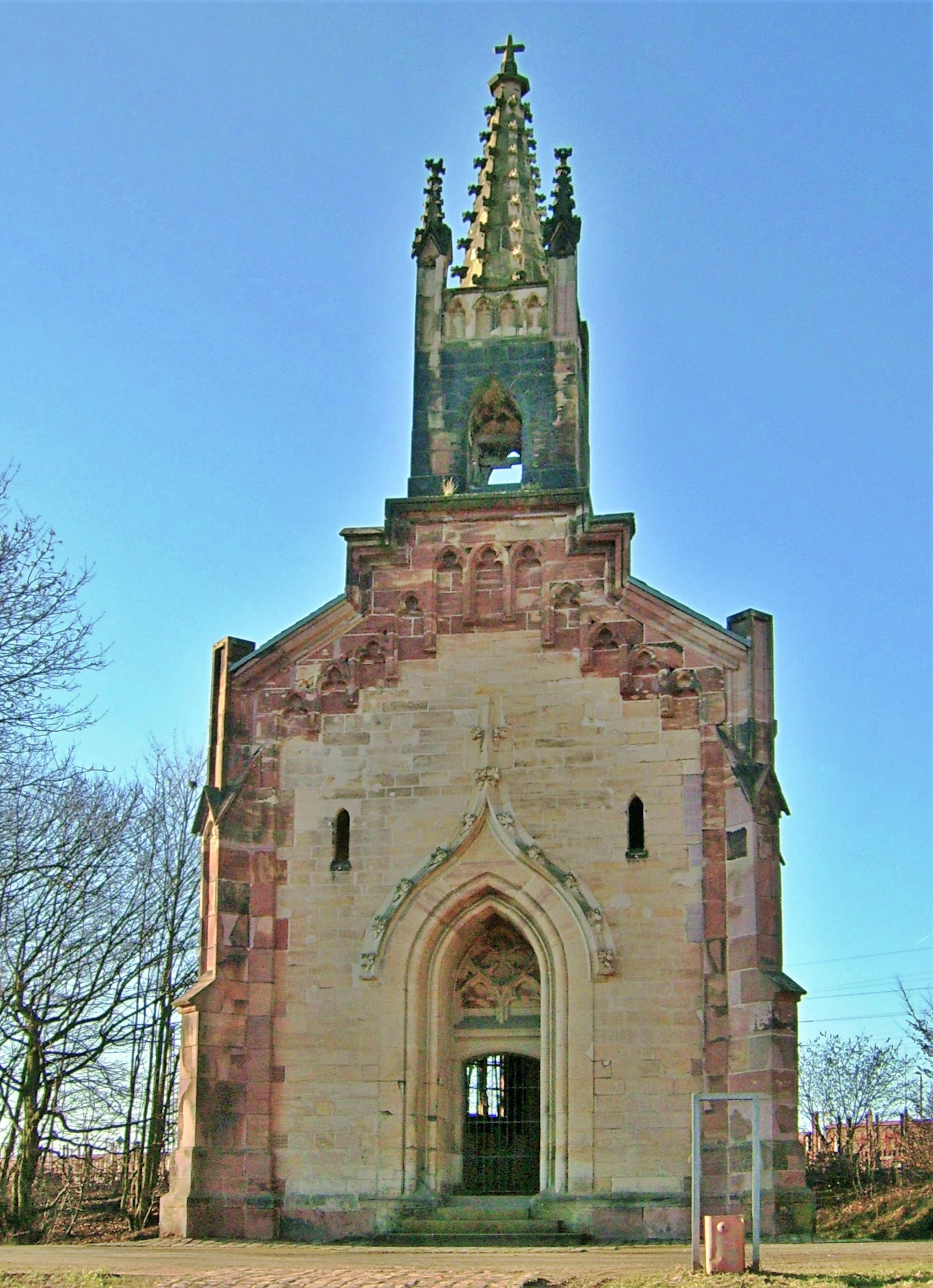
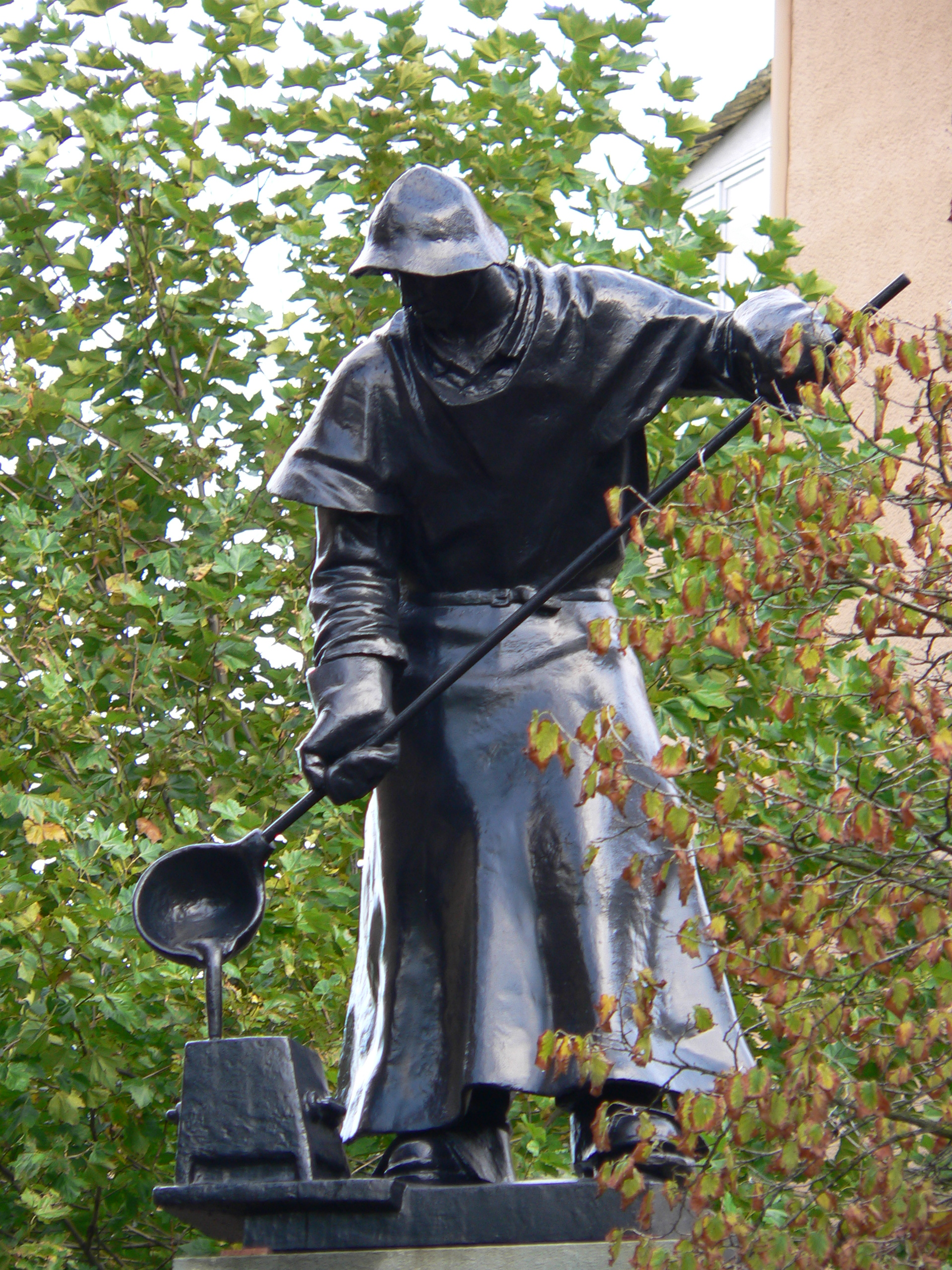
Monument « Der Eisengießer » (fondeur de fer) au Hüttenberg.

## Städtische Galerie Neunkirchen
La Städtische Galerie Neunkirchen présente depuis les années 1990 chaque année des expositions temporaires sur l'art contemporain. Elle possède sa propre collection depuis 2005, après que l'historien de l'art Wolfgang Kermer, né à Neunkirchen, lui ait présenté plus de 300 œuvres d'art de sa possession sous le titre « Rencontres de Stuttgart » . Ce don a été enrichi par Wolfgang Kermer en 2010 et 2011, notamment en faisant don de la remarquable œuvre graphique de Fritz Arnold (Maler) (de), né à Neunkirchen, et qui, en plus de son activité principale de mineur et porion dans une mine de charbon en Sarre, était autodidacte en tant que peintre et graphiste.

## Personnalités
- Julius Adler (1894-1945), homme politique, membre du Parti communiste d'Allemagne (KPD), député au Reichstag de la république de Weimar de 1928 à 1933.
- Erich Honecker (1912-1994), homme politique allemand (RDA)
- Wolfgang Kermer (* 1935), historien de l'art
- Peter Rafael (1965-2008) chanteur allemand.
- Karl Ferdinand Werner (1924-2008), historien.

## Sport
La ville dispose de nombreuses installations sportives, dont l'Ellenfeldstadion, le stade de la principale équipe de football de la ville, le Borussia Neunkirchen.

## Jumelages
La ville de est Neunkirchen jumelée avec :
- Mantes-la-Ville (France) depuis le 3 octobre 1970
- Lübben (Allemagne) depuis 1986
- Wolsztyn (Pologne) depuis octobre 2010